# Wiener Zeitung
Wiener Zeitung («Diari Vienès») és un diari de Viena, Àustria. Va ser fundat el 1703 amb el nom de Wienerisches Diarium i el seu primer número va aparèixer el 8 d'agost d'aquell any. Aquest diari és doncs considerat un dels diaris més antics del món que encara està en circulació.
El Wienerisches Diarium va imprimir a l'inici informacions sobreregionals i internacionals. A més s'hi van publicar anuncis de naixements, casaments i morts de la noblesa. En aquest temps, les informacions merament regionals van ser crides per pregoners.

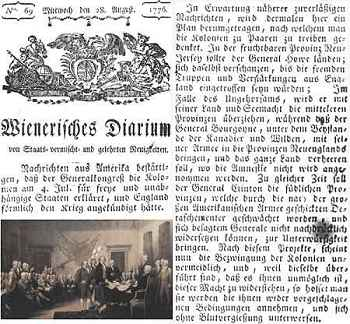
Wienerisches Diarium edició del 1776

Des del 1780 el diari tenia el seu nom actual Wiener Zeitung. El 1812 esdevingué un diari oficial del govern i des del 1857, el Wiener Zeitung està editat per institucions públiques. La impremta Österreichische Staatsdruckerei ('Impremta estatal d'Àustria') va imprimir el diari fins al 1997. Després de la Segona Guerra Mundial, el primer exemplar va aparèixer el 21 de setembre del 1945. El tiratge es va desenvolupar de 4500 exemplars l'any 1855 a 24.000 exemplars avui. Des del 1995 una edició en línia WZ Online està disponible en línia. Des del 1998 el diari és una societat de responsabilitat limitada (GmbH).
De maig del 2005 Andreas Unterberger va ser redactor en cap. Abans va dirigir la redacció del diari Die Presse. El 2009 Reinhard Göweil li va succedir. Totes les aparicions del diari del 1807 al 1936 poden ser llegides en línia al portal Anno de la Biblioteca Nacional d'Àustria.
El 30 de juny de 2023, i per motius legals, el diari va finalitzar la seva edició en paper després de 320 anys. Va continuar publicant en línia amb les inicials «WZ» i, en el moment del canvi, no es va descartar, per a un futur, la publicació d'una edició en paper mensual.